# Novell exteNd
Novell exteNd is de applicatieserver van Novell die een fundament biedt voor het bouwen en lanceren van platformonafhankelijke Java-applicaties. ExteNd Workbench, jBroker Web, jBroker MQ en jBroker ORB zijn inbegrepen bij de applicatieserver en voorzien in een infrastructuur en de gereedschappen die nodig zijn om enterprise-applicaties te bouwen. Novell exteNd is compatibel met IBM WebSphere en BEA WebLogic.
Novells verbondenheid met J2EE en webservices begint bij de betrokkenheid van de ontwikkeling van standaarden en resulteert in flexibele, portable, future-proof applicaties.